# 앙리 드 라 로슈자클랭
앙리 드 라 로슈자클랭(프랑스어: Henri de la Rochejacquelein, 1772년 8월 30일 - 1794년 1월 28일)는 프랑스 혁명기의 왕당파 군인으로 방데 반란의 지도자이다.

## 생애
프랑스 서부 방데 지역 두 세브르 주 샤또 드 라 뒤르벨리에르 마을에서 왕의 동생 아르투아 백작의 총신 앙리 루이 오귀스탱 드 라 로슈자클랭 후작의 아들로 태어났다. 가문의 살고 있는 성인 라 뒤르브리에르 성에서 자랐고, 13세 때, 유년 학교를 마친 후 아버지의 지휘 아래에 있는 왕립 폴란드 기병연대에 소위로 배속된다. 1789년, 프랑스 혁명 발발 후, 아버지와 형과 달리 망명하지 않고 국내에 머물며 국왕의 신변을 경호하고 있었지만 튈르리 궁전 습격 사건으로 왕궁 수비대와 함께 군중들과의 전투에 패배한 후 고향으로 도주한다.
지명 수배를 받고 숨어 지내는 생활을 계속하며 고향으로 돌아 왔지만 혁명에 불만을 폭발시킨 농민의 부탁을 받고, 1793년 4월 13일, 환호성 속에서 주민들을 이끌고 방데 반란에 참가하며, 다음의 유명한 대사로 아군을 고무하였다.
| “ | 내가 전진할 때는 나를 따라라! 내가 후퇴하는 일이 있다면, 나를 죽여라! 내가 죽으면, 원수를 갚아라! | ” |

그리고 서전의 우세를 잃고 패주를 계속하다가 10월 3대 총사령관에 취임했지만, 12월 전투에서 패배한다. 반란군이 괴멸 상태가 된 가운데, 간신히 탈출하여 살아남아 게릴라전을 계속했지만, 1794년 21세의 젊은 나이로 전사한다. 그가 죽은 뒤 얼마동안은 전략 상의 이유로 그의 죽음을 숨겼다.

## 같이 보기
- 방데 반란